# Filigran-Regenbogenfisch
Der Filigran-Regenbogenfisch (Iriatherina werneri), auch Fadenflossen-Regenbogenfisch oder Prachtregenbogenfisch, stammt aus Nordaustralien und dem zentralen und südlichen Neuguinea. Er wurde zuerst 1973 von den Aquarianern Werner und Frech in einem Reisfeld in der Nähe von Merauke in Westneuguinea gesammelt, nach Deutschland importiert und 1974 vom Aquarianer und Ichthyologen Hermann Meinken wissenschaftlich beschrieben. Er wird aufgrund seines attraktiven Äußeren kommerziell für die Aquaristik gezüchtet, obwohl er für die Haltung im Gesellschaftsaquarium nur bedingt geeignet ist.

## Merkmale
Filigran-Regenbogenfische haben einen seitlich abgeflachten und schlanken Körper, der metallisch glänzt. Die Männchen haben eine fächerartige erste Rückenflosse. Ihre zweite Rücken-, After- und Schwanzflossen haben sehr lang ausgezogene Filamente, die an den Rändern zart gefärbt sind. Die Flossen werden beim Imponieren und Balzen gespreizt. Die Weibchen haben dagegen kurze Flossen und haben eine deutlich schwächere Körper- und Flossenfärbung. Filigran-Regenbogenfische werden etwa vier Zentimeter lang, Weibchen bleiben etwas kleiner als die Männchen.

## Verbreitung
In Neuguinea sind Filigran-Regenbogenfische aus küstennahen Flüssen zwischen Merauke und dem Fly bekannt. Im Fly River sind sie in sumpfigen Lagunen neben dem Hauptstrom bis zu 500 Kilometer stromaufwärts gesammelt worden. In Australien kommen sie auf der dem Fly River Delta gegenüber liegenden Kap-York-Halbinsel vor. Die davon isolierten Populationen im Northern Territory, beispielsweise im Arafura-Sumpfgebiet, unterscheiden sich farblich und auch genetisch deutlich von den erstgenannten Populationen.

## Lebensweise und Habitat
Filigran-Regenbogenfische leben in größeren Gruppen und bevorzugen klares Wasser in Sümpfen, Entwässerungsgräben, Billabongs und langsam fließenden Gewässern, die stark bewachsen sind. In diesen Habitaten wurden sie bei Temperaturen von 22 bis 30 °C und pH-Werten von 5,2 bis 7,5 angetroffen.
In der Natur laichen Filigran-Regenbogenfische normalerweise in der wärmeren Jahreszeit, bei Wassertemperaturen oberhalb von 25 °C.
Diese Regenbogenfische haben ein vergleichsweise kleines Maul. In der Natur fressen sie wahrscheinlich planktonische Algen und Diatomeen sowie kleine Krebstiere.